# Thompson Light Rifle
Le Thompson Light Rifle est une tentative de la Auto-Ordnance Company (en) de fabriquer un fusil léger pour les Forces armées des États-Unis en 1941. L'arme est basée sur la mitraillette Thompson .45 ACP bien éprouvée (plus précisément les variantes M1921/27, mais adoptant un calibre .30 Carbine. Il fonctionnait bien mais en raison de l'effort de guerre, il a été jugé coûteux pour la production de masse et son poids défiait le concept d'un fusil léger.
Les seules différences majeures par rapport au pistolet-mitrailleur étaient le carénage du canon qui abritait un dispositif de changement de canon rapide similaire a la MG42 et des composants en acier embouti pour faciliter la production et réduire le poids. Le magasin en ligne réduisait la montée du canon, améliorant la précision. La carabine légère Thompson était plus fiable et précise que la carabine M1 qui a été adoptée, et était également dotée de la capacité à tirer de manière sélective, ce qui la rendait proche du StG-44.

## Autres projets
Auto-Ordnance a également soumis deux autres modèles qui ne sont pas basés sur le pistolet-mitrailleur Thompson pour des tests dans les compétitions pour la carabine de calibre .30 en mai et juin 1941. Leur premier fusil léger était un fusil plus conventionnel avec une culasse verrouillée actionnée par recul et pesait environ 5,5 livres. La version modifiée testée en septembre 1941 était semi-automatique uniquement, comptait 80 pièces et était difficile à démonter et à remonter.